# Speak Love
Speak Love — студийный альбом американской джазовой певицы Эллы Фицджеральд и джаз-гитариста Джо Пасса, записанный в Group IV Studios, Голливуд, Калифорния 21 и 22 марта 1983 года.

## Об альбоме
Speak Love третий альбом Фицджеральд в дуэте с Пассом. Предыдущие альбомы — Take Love Easy (1973), Fitzgerald and Pass… Again (1976). Затем в 1986 году последует четвёртый и последний альбом Easy Living.
Название альбома происходит по созвучности с первой строкой начальной песни Speak Low.

## Список композиций
1. «Speak Low» (Ogden Nash, Kurt Weill) — 4:13
2. «Comes Love» (Lew Brown, Sam H. Stept, Charles Tobias) — 3:00
3. «There’s No You» (Tom Adair, Hal Hopper) — 4:45
4. «I May Be Wrong (But I Think You’re Wonderful)» (Harry Ruskin, Henry Sullivan) — 5:08
5. «At Last» (Mack Gordon, Harry Warren) — 4:21
6. «The Thrill Is Gone» {Medley} (Lew Brown, Ray Henderson) — 4:14
7. «Gone with the Wind» (Herbert Magidson, Allie Wrubel) — 3:55
8. «Blue and Sentimental» (Count Basie, Mack David, Jerry Livingston) — 3:06
9. «Girl Talk» (Neal Hefti, Bobby Troup) — 4:09
10. «Georgia on My Mind» (Hoagy Carmichael, Stuart Gorrell) — 6:09

## Участники записи
- Вокал: Элла Фицджеральд
- Гитара: Джо Пасс
- Продюсер: Norman Granz
- Инженеры: Dennis Sands & Arne Frager

## Разное
- Альбом записан на SONY Digital PCM 1600
- Джо Пасс играет на гитарах Ibanez